# 罗伯托·特里切拉
罗伯托·特里切拉（義大利語：Roberto Tricella，1959年3月18日—），意大利男子足球运动员。他曾代表意大利参加1986年国际足联世界杯。他也曾参加1984年夏季奥林匹克运动会。